# Pavel Chaloupka
Pavel Chaloupka (Ciudad de Most, Checoslovaquia; 4 de mayo de 1959-Chomutov, República Checa; 23 de mayo de 2025) fue un futbolista  checoslovaco que jugó en la posición de centrocampista en el Mundial de España 1982 (jugó en el partido de la fase de grupos contra Inglaterra).

## Carrera futbolística
Jugó 20 partidos con la selección checoslovaca y marcó 2 goles (en el partido de clasificación para el Campeonato Europeo de 1984 contra Italia y en el partido amistoso contra Dinamarca). Conectó su vida futbolística principalmente con el Bohemio de Praga, jugó 219 partidos de liga con ellos y marcó 77 goles. [2]
Jugó para el club Vršovice de 1980 a 1988, ganó el título de campeón con ellos en la temporada 1982/83, fue el mejor goleador de la primera liga y llegó a las semifinales de la Copa de la UEFA. En la Copa de Campeones de Europa, jugó 4 partidos y marcó 1 gol, y en la Copa de la UEFA, jugó 19 partidos y marcó 3 goles. 

## Selección nacional
Jugó para Checoslovaquia en 20 ocasiones de 1981 a 1987 y anotó dos goles; participó en la Copa Mundial de Fútbol de 1982.

## Clubes
| Periodo   | Club               |
| --------- | ------------------ |
| 1976–1978 | Sklo Union Teplice |
| 1978–1980 | FVTJ Tábor         |
| 1980      | Dukla Prague       |
| 1980–1988 | Bohemians Praha    |
| 1988–1990 | Fortuna Düsseldorf |
| 1990–1991 | FC Berlin          |

## Palmarés

### Títulos nacionales
- Primera Liga de Checoslovaquia (1): 1982/83
- Copa de la República Checa (1): 1982
- 2. Bundesliga (1): 1988/89

### Distinciones individuales
- Goleador de la Primera Liga de Checoslovaquia en 1982/83.